# Evan Ferguson
Evan Joe Ferguson (sinh ngày 19 tháng 10 năm 2004) là cầu thủ bóng đá người Ireland thi đấu ở vị trí tiền đạo cho câu lạc bộ AS Roma tại Serie A theo hợp đồng cho mượn từ Brighton & Hove Albion và Đội tuyển bóng đá quốc gia Cộng hòa Ireland.
Ferguson trưởng thành từ câu lạc bộ Bohemians, ra mắt đội một của Bohemians khi mới 14 tuổi trước khi gia nhập Brighton năm 2021.

## Sự nghiệp câu lạc bộ

### Bohemians
Ferguson bắt đầu chơi bóng tại St Kevin's Boys, một đội bóng nằm tại Dublin nơi từng sản sinh ra các cầu thủ nổi tiếng thi đấu tại Premier League như Liam Brady và Damien Duff trước khi chuyển đến đội trẻ của Bohemians. 
Ferguson ra mắt đội một Bohemians khi còn chưa đủ 15 tuổi trong trận giao hữu hòa Chelsea ngày 21 tháng 7 năm 2019. Ngày 20 tháng 9 năm 2019, anh đã được ra sân lần đầu ở Giải bóng đá Ngoại hạng Cộng hòa Ireland khi chỉ mới 14 tuổi trong trận đấu với Derry City.

### Brighton & Hove Albion
Tháng 1 năm 2021, Ferguson ký hợp đồng chuyển sang thi đấu cho Brighton & Hove Albion. Ngày 24 tháng 8 năm 2021, anh có trận đấu chính thức đầu tiên cho Brighton khi vào sân thay cho Enock Mwepu trong trận thắng Cardiff City tại vòng 2 Cúp EFL 2021-22. Ngày 19 tháng 2 năm 2022, ở tuổi 17, anh có trận đấu đầu tiên tại Premier League khi vào sân từ ghế dự bị trong trận đấu với Burnley.

#### 2022-23
Ngày 2 tháng 9 năm 2023, Ferguson ghi được hat-trick đầu tiên trong sự nghiệp để giúp Brighton đánh bại Newcastle United 3–1. Anh trở thành cầu thủ tuổi teen thứ 4 trong lịch sử lập hat-trick ở Premier League, sau Michael Owen, Robbie Fowler và Chris Bart-Williams.   Ngày 10 tháng 11 năm 2023, Ferguson gia hạn hợp đồng với Brighton đến năm 2029.

#### West Ham (mượn)
Ngày 3 tháng 2 năm 2025, Ferguson được Brighton đem cho mượn tại một đội bóng khác tại Premier League là West Ham United cho đến cuối mùa giải 2024-25, nơi anh tái ngộ người thầy cũ Graham Potter. Tuy nhiên anh chỉ có 8 lần ra sân cho West Ham và không có được pha lập công nào.

#### AS Roma (mượn)
Ngày 23 tháng 7 năm 2025, Ferguson gia nhập đội bóng AS Roma tại Serie A theo hợp đồng cho mượn kèm điều khoản Roma có thể mua đứt anh trong tương lai với giá 35 triệu €.

## Thống kê sự nghiệp

### Câu lạc bộ
Tính đến ngày 8 tháng 10 năm 2023
| Club                       | Season       | League               | League | League | National cup | National cup | League cup | League cup | Other | Other | Total | Total |
| Club                       | Season       | Division             | Apps   | Goals  | Apps         | Goals        | Apps       | Goals      | Apps  | Goals | Apps  | Goals |
| -------------------------- | ------------ | -------------------- | ------ | ------ | ------------ | ------------ | ---------- | ---------- | ----- | ----- | ----- | ----- |
| Bohemians                  | 2019         | LOI Premier Division | 1      | 0      | 0            | 0            | 0          | 0          | 0     | 0     | 1     | 0     |
| Bohemians                  | 2020         | LOI Premier Division | 2      | 0      | 1            | 0            | —          | —          | —     | —     | 3     | 0     |
| Bohemians                  | Total        | Total                | 3      | 0      | 1            | 0            | 0          | 0          | 0     | 0     | 4     | 0     |
| Brighton & Hove Albion U21 | 2021–22      | —                    | —      | —      | —            | —            | —          | —          | 2     | 1     | 2     | 1     |
| Brighton & Hove Albion U21 | 2022–23      | —                    | —      | —      | —            | —            | —          | —          | 3     | 1     | 3     | 1     |
| Brighton & Hove Albion U21 | Total        | Total                | —      | —      | —            | —            | —          | —          | 5     | 2     | 5     | 2     |
| Brighton & Hove Albion     | 2021–22      | Premier League       | 1      | 0      | 2            | 0            | 1          | 0          | —     | —     | 4     | 0     |
| Brighton & Hove Albion     | 2022–23      | Premier League       | 19     | 6      | 4            | 3            | 2          | 1          | —     | —     | 25    | 10    |
| Brighton & Hove Albion     | 2023–24      | Premier League       | 8      | 4      | 0            | 0            | 0          | 0          | 1     | 0     | 9     | 4     |
| Brighton & Hove Albion     | Total        | Total                | 28     | 10     | 6            | 3            | 3          | 1          | 1     | 0     | 38    | 14    |
| Career total               | Career total | Career total         | 31     | 10     | 7            | 3            | 3          | 1          | 6     | 2     | 47    | 16    |

1. ↑  Includes FAI Cup, FA Cup
2. ↑  Includes League of Ireland Cup, EFL Cup
3. 1 2  Appearances in EFL Trophy
4. ↑  Appearances in UEFA Europa League

### Quốc tế
Tính đến ngày 16 tháng 10 năm 2023
| Đội tuyển quốc gia | Năm       | Trận | Bàn |
| ------------------ | --------- | ---- | --- |
| Cộng hòa Ireland   | 2022      | 2    | 0   |
| Cộng hòa Ireland   | 2023      | 6    | 3   |
| Tổng cộng          | Tổng cộng | 8    | 3   |

Bàn thắng và kết quả của Ireland được để trước.
| # | Ngày                 | Địa điểm                               | Đối thủ   | Bàn thắng | Kết quả | Giải đấu                 |
| - | -------------------- | -------------------------------------- | --------- | --------- | ------- | ------------------------ |
| 1 | 22 March 2023        | Sân vận động Aviva, Dublin, Ireland    | Latvia    | 2–0       | 3–2     | Giao hữu                 |
| 2 | 19 tháng 6 năm 2023  | Sân vận động Aviva, Dublin, Ireland    | Gibraltar | 2–0       | 3–0     | Vòng loại UEFA Euro 2024 |
| 3 | 16 tháng 10 năm 2023 | Sân vận động Algarve, Faro, Bồ Đào Nha | Gibraltar | 1–0       | 4–0     | Vòng loại UEFA Euro 2024 |